# Till Patrik Holterhus
Till Patrik Holterhus (* 1983 in Bremen) ist ein deutscher Rechtswissenschaftler und Universitätsprofessor. Seit 2023 ist er Inhaber des Lehrstuhls für Staats- und Verwaltungsrecht, Internationales Öffentliches Recht sowie Rechtsvergleichung an der Law School der Leuphana Universität Lüneburg.

## Werdegang
Von 2003 bis 2009 studierte Holterhus Rechtswissenschaft an der Georg-August Universität Göttingen und absolvierte zusätzlich das Magisterstudium »Rechtsintegration in Europa« an den Universitäten Göttingen und Galway. Im Anschluss an seine Promotion an der Universität Göttingen und das Referendariat im Bezirk des OLG Düsseldorf folgte von 2016 bis 2017 ein Masterstudium (LL.M.) an der Yale Law School. Zwischen 2021 und 2022 übernahm Holterhus Vertretungsprofessuren an der Universität Göttingen (BVR a. D. Prof. Dr. Andreas Paulus) sowie der Humboldt-Universität zu Berlin (Richter am IGH Prof. Dr. Georg Nolte). 2022 habilitierte er sich mit der Arbeit „Der extrovertierte Rechtsstaat“. Ihm wurde die venia legendi für Staatsrecht, Verwaltungsrecht, Europarecht, Völkerrecht und Rechtsvergleichung verliehen.

## Tätigkeitsschwerpunkte
Holterhus Forschungsschwerpunkte liegen im deutschen und europäischen Öffentliches Recht in seinen internationalen Bezügen, der internationalen Rechtsstaatlichkeit (rule of law) sowie dem internationalen Wirtschaftsrecht. 2020 gründete er die ESIL Interest Group „The European and International Rule of Law“, dessen Vorsitz er seither innehat. Seit 2023 leitet er den Modellstudiengang „Master Rechtswissenschaft (LL.M.) inkl. Staatsexamen“ an der Law School der Leuphana Universität Lüneburg. Im Jahr 2023 wurde er zum Direktor des „Center for European and International Law“ an der Leuphana Universität Lüneburg ernannt. Holterhus tritt regelmäßig als Sachverständiger in Anhörungen des Deutschen Bundestages auf.